# Cody Glass
Cody Glass (* 1. April 1999 in Winnipeg, Manitoba) ist ein kanadischer Eishockeyspieler, der seit März 2025 bei den New Jersey Devils in der National Hockey League (NHL) unter Vertrag steht. Zuvor war der Center in der NHL bereits für die Vegas Golden Knights, die Nashville Predators sowie die Pittsburgh Penguins aktiv.

## Karriere
Cody Glass wurde in Winnipeg geboren und lief dort in seiner Jugend unter anderem für die Winnipeg Hawks sowie die Winnipeg Thrashers auf. Gegen Ende der Spielzeit 2014/15 wechselte er zu den Portland Winterhawks in die Western Hockey League (WHL), die ranghöchste Juniorenliga der Region, bei denen er in seiner Rookie-Saison mit 27 Scorerpunkten aus 65 Partien nur durchschnittliche Werte erzielte. Diese Statistik steigerte der Center jedoch in der folgenden Spielzeit 2016/17 deutlich, so erreichte er mit 94 Punkten aus 69 Spielen einen Punkteschnitt von deutlich über 1,0 pro Spiel, sodass man ihn ins WHL (West) First All-Star Team wählte und zum CHL Top Prospects Game einlud. Darüber hinaus führte er die Winterhawks damit in der Scorerwertung an. Im anschließenden NHL Entry Draft 2017 wurde der Kanadier an sechster Position von den Vegas Golden Knights berücksichtigt, womit er zum ersten überhaupt im Draft ausgewählten Spieler des neu gegründeten Franchise wurde. Die Golden Knights statteten Glass im Juli 2017 mit einem Einstiegsvertrag aus, ehe er vorerst nach Portland in die WHL zurückkehrte. Dort bestätigte er seine zuvor gezeigten Leistungen und fand in den folgenden beiden Jahren jeweils erneut im WHL (West) First All-Star Team Berücksichtigung.
Zum Ende der Saison 2018/19, in der er längere Zeit aufgrund einer Knieverletzung pausieren musste, wechselte Glass in die Organisation der Golden Knights, indem er sich deren Farmteam aus der American Hockey League (AHL) anschloss, den Chicago Wolves. In den folgenden AHL-Playoffs um den Calder Cup hatte er mit 15 Scorerpunkten maßgeblichen Anteil am Finaleinzug der Mannschaft, jedoch unterlagen die Wolves in der Folge den Charlotte Checkers mit 1:4. In der anschließenden Vorbereitung auf die Spielzeit 2019/20 erarbeitete sich der Angreifer einen Platz im Aufgebot der Golden Knights und debütierte somit Anfang Oktober 2019 in der National Hockey League (NHL).
Nach zwei Jahren in der Organisation der Golden Knights wurde Glass im Juli 2021 im Tausch für Nolan Patrick an die Nashville Predators abgegeben. Patrick hatte Nashville im Zuge dessen erst von den Philadelphia Flyers akquiriert. In Nashville war Glass drei Jahre aktiv, ohne sich hier seiner Draftposition entsprechend zu etablieren, sodass man ihn im August 2024 zu den Pittsburgh Penguins transferierte. Mit ihm schickten die Predators ein Drittrunden-Wahlrecht im NHL Entry Draft 2025 sowie ein Sechstrunden-Wahlrecht im NHL Entry Draft 2026 nach Pittsburgh, während Jordan Frasca nach Nashville wechselte.
In Pittsburgh wiederum war Glass bis März 2025 aktiv, als er samt Jonathan Gruden zu den New Jersey Devils transferiert wurde. Im Gegenzug erhielten die Penguins Chase Stillman, die Rechte an Max Graham sowie ein Drittrunden-Wahlrecht im NHL Entry Draft 2027.

### International
Erste Erfahrungen auf internationaler Ebene sammelte Glass bei der World U-17 Hockey Challenge 2015, bei der er mit dem Team Canada Red den vierten Platz belegte. Anschließend vertrat er die U18-Auswahl seines Heimatlandes bei der U18-Weltmeisterschaft 2017 und erreichte dort mit der Mannschaft den fünften Rang. Mit der U20-Nationalmannschaft Kanadas nahm der Angreifer schließlich an der U20-Weltmeisterschaft 2019 teil, bei der die Medaillenränge mit einem sechsten Platz jedoch abermals verpasst wurden.
Sein Debüt in der A-Nationalmannschaft feierte der Stürmer im Rahmen der Weltmeisterschaft 2023, als er sich mit dem Team den Weltmeistertitel sicherte. Dabei sammelte er in zehn Turniereinsätzen vier Torvorlagen.

## Erfolge und Auszeichnungen
- 2017 Teilnahme am CHL Top Prospects Game
- 2017 WHL West First All-Star Team
- 2018 WHL West First All-Star Team
- 2019 WHL West First All-Star Team

### International
- 2023 Goldmedaille bei der Weltmeisterschaft

## Karrierestatistik
Stand: Ende der Saison 2024/25

### International
Vertrat Kanada bei:
- World U-17 Hockey Challenge 2015
- U18-Weltmeisterschaft 2017
- U20-Weltmeisterschaft 2019
- Weltmeisterschaft 2023

(Legende zur Spielerstatistik: Sp oder GP = absolvierte Spiele; T oder G = erzielte Tore; V oder A = erzielte Assists; Pkt oder Pts = erzielte Scorerpunkte; SM oder PIM = erhaltene Strafminuten; +/− = Plus/Minus-Bilanz; PP = erzielte Überzahltore; SH = erzielte Unterzahltore; GW = erzielte Siegtore; 1 Play-downs/Relegation; Kursiv: Statistik nicht vollständig)